# Gryten, Värmland
Gryten är en sjö i Degerfors kommun i Värmland och ingår i Göta älvs huvudavrinningsområde. Sjön är 4,4 meter djup, har en yta på 0,331 kvadratkilometer och är belägen 141,1 meter över havet.

## Delavrinningsområde
Gryten ingår i det delavrinningsområde (656974-141852) som SMHI kallar för Inloppet i Västersjön. Medelhöjden är 140 meter över havet och ytan är 9,37 kvadratkilometer. Det finns inga avrinningsområden uppströms utan avrinningsområdet är högsta punkten. Vattendraget som avvattnar avrinningsområdet har biflödesordning 4, vilket innebär att vattnet flödar genom totalt 4 vattendrag innan det når havet efter 283 kilometer. Avrinningsområdet består mestadels av skog (60 procent), öppen mark (10 procent) och jordbruk (21 procent). Avrinningsområdet har 0,33 kvadratkilometer vattenytor vilket ger det en sjöprocent på 3,5 procent. Bebyggelsen i området täcker en yta av 0,14 kvadratkilometer eller 2 procent av avrinningsområdet.